# Sunol
Sunol è un census-designated place degli Stati Uniti d'America, situato nella contea di Alameda, in California.